# Labarthe-Rivière
Labarthe-Rivière település Franciaországban, Haute-Garonne megyében. Lakosainak száma 1287 fő (2022. január 1.). Labarthe-Rivière Clarac, Ardiège, Aspret-Sarrat, Bordes-de-Rivière, Martres-de-Rivière, Pointis-de-Rivière, Sauveterre-de-Comminges, Valentine és Villeneuve-de-Rivière községekkel határos.

## Népesség
A település népességének változása:
| Lakosok száma | 1000 | 1195 | 1198 | 1277 | 1355 | 1351 | 1332 | 1303 | 1299 | 1287 |
|               | 1968 | 1982 | 1990 | 2006 | 2013 | 2015 | 2017 | 2019 | 2020 | 2022 |